# Море спокою (роман)
«Море спокою» (англ. Sea of Tranquility) — роман канадської письменниці Емілі Сент-Джон Мандел, опублікований у 2022 році. Це шостий роман Мандел і належить до жанру спекулятивної фантастики.
У романі, написаному в часи пандемії COVID-19 розглядається питання «що таке реальність, як плине час і що являє собою пам'ять у контексті сприйняття». Також авторка розмірковує над гіпотезою симуляції та подорожами в часі.

## Назва
Роман названо на честь Моря Спокою, Місячного моря. У романі це місячне море є місцем розташування першої позаземної людської колонії.

## Сюжет

### Едвін (1912)
1912 року Едвін Сент-Джон Сент-Ендрю, молодший онук англійського графа, вчиняє скандал зі своїм батьком під час званої вечері, критикуючи Британський Радж. У покарання його відправляють до Канади працювати у сфері грошових переказів. За своєю природою пасивний, Едвін Сент-Джон Сент-Ендрю, переїжджає з Галіфакса на захід до Вікторії, Британська Колумбія. Він відчуває тугу за Батьківщиною. Едвін Сент-Джон Сент-Ендрю подорожує до Кайєтт, вигаданого поселення (яке також з'являється в попередньому романі Мандель «Скляний готель») на малонаселеному острові Ванкувер. Едвін Сент-Джон Сент-Ендрю, заблукавши в лісі, був вражений видінням: на мить він опинився у величезному темному просторі, де чув звуки скрипки та інші невідомі йому звуки. Незнайомець на ім'я Робертс, який видавав себе за священика (але насправді є тим самим мандрівником у часі, якого буде представлено пізніше в романі), розпитує його про цей досвід, але втікає, коли Едвін Сент-Джон Сент-Ендрю починає щось підозрювати.

### Мірелла (2020)
У січні 2020 року, через роки після зникнення Вінсента Алкайтіса під час подій у «Скляному готелі», її подруга Мірелла Кесслер, намагаючись з'ясувати її місцезнаходження, відвідує аудіовізуальний перформанс брата Вінсента, Пол Сміт. Він демонструє відеозапис, зроблений Вінсент Алкайтіс у дитинстві. На цьому записі, як і у випадку з Едвін Сент-Джон Сент-Ендрю, вона на мить переноситься з лісу до темного приміщення, схожого на вокзал, де чути звуки скрипки. Мірелла Кесслер засмучена, дізнавшись про зникнення Вінсента Алкайтіса у морі. Згодом, коли чоловік на ім'я Гаспері-Жак Робертс (який мимохідь робить пророцтво про пандемію COVID-19) розпитує її про відео, Мірелла Кесслер з тривогою впізнає в ньому чоловіка, який, здавалося б, не постарів, зі сцени травматичного вбивства, свідком якого вона була в дитинстві в Огайо.

### Олівія (2203)
2203 року письменниця Олівія Ллевелін, уродженка колонії на Місяці, вирушає зі своїм чоловіком та донькою в тижневий міжнародний книжковий тур по Землі. Вона бере участь у численних медійних заходах та лекціях, рекламуючи свій проривний роман «Марієнбад» про вигадану пандемію грипу. Увесь цей час повідомлення про серію реальних спалахів вірусних захворювань залишаються поза її увагою. Гаспері-Жак Робертс, який носить ім'я одного з персонажів «Марієнбаду», бере інтерв'ю в Олівії Ллевелін як журналіст. Він розпитує її про уривок з роману, де описується персонаж космодрому, який чує скрипку та відчуває транспортування.

### Гаспері-Жак (2401)
Через два століття після Олівії Ллевелін, Гаспері-Жак Робертс (який справді отримав своє ім'я на честь створеного нею персонажа) працює детективом у готелі в іншій колонії на Місяці.  Його вундеркінд-сестра Зої, яка пішла стопами їхньої покійної матері, обравши професію фізика, розповідає йому про свої дослідження щодо того, як Едвін Сент-Джон Сент-Ендрю, Вінсент Алкайтіс та Олівія Ллевелін мінялися місцями протягом століть. Зої вважає, що ця аномалія підтверджує гіпотезу симуляції — сферу досліджень їхньої Мати. На її думку, аномалія є проявом пошкодження даних у симуляції.
Зої зізнається, що працює в умовах суворої таємності в Інституті часу — урядовій установі, яка має виключні юридичні повноваження щодо подорожей у часі. Інститут офіційно розслідує цю аномалію. Не бажаючи залишатися у своєму звичному житті та незважаючи на попередження про безжальну бюрократію Інституту, Гаспері-Жак Робертс знаходить спільного знайомого в Інституті, який з ентузіазмом залучає його до розслідування. Провівши роки навчання, Гаспері-Жак Робертс вирушає в минуле, щоб особисто опитати кожного з імовірних свідків аномалії. Оскільки Гаспері-Жак Робертс офіційно ознайомлений з життям і подальшою долею кожного співрозмовника, його попереджають, що навмисна зміна минулого, навіть з найкращих спонукань, карається примусовим перебуванням у цьому минулому.
Після невимушеної розмови з Алан Самі, літнім чоловіком, який грав на скрипці в терміналі дирижаблів Оклахома-Сіті, Гаспері-Жак Робертс бере інтерв'ю в Олівії Ллевелін, але також не отримує багато нової інформації. Знаючи, що їй судилося померти під час неминучої глобальної пандемії, він порушує протоколи та попереджає її негайно повернутися додому. Повіривши його застереженню, Олівія Ллевелін уникає своєї долі та щасливо возз'єднується зі своєю родиною під час спалаху пандемії.
Зої закликає Гаспері-Жака відмовитися від подальших дій, але той переконує її допомогти йому продовжити розслідування аномалії, звинувачуючи в ній і себе. Він стає свідком аномалії одночасно з Вінсентом Алкайтісом, а потім вирушає в 1918 рік, щоб досягти своєї справжньої мети — особисто запевнити Едвін Сент-Джон Сент-Ендрю у його розсудливості, врятувавши його від божевільні. :219 Повернувшись до Інституту часу, Гаспері-Жака та Зої заарештовують. Проте він не шкодує про свої вчинки, навіть дізнавшись, що смерть Едвін Сент-Джон Сент-Ендрю від іспанського грипу залишається невідворотною. :224Покарання для Гаспері-Жака полягає в примусовій подорожі в часі до Огайо 20-го століття. Там, на місці вбивства, свідком якого була Мірелла Кесслер, його підставляють, залишають для арешту та засуджують до довічного ув'язнення.
Через багато років Зої, яка приєдналася до іншої організації, що займається технологіями подорожей у часі, рятує шістдесятирічного Гаспері-Жака з ув'язнення, доставивши його до безпечного помешкання поблизу Оклахома-Сіті в 2172 році. Щоб уникнути переслідування Інститутом часу, він отримує нову особу та операцію на обличчі, ставши Аланом Самі. Він усвідомлює, що сам спричинить аномалію, зустрівшись на космодромі зі своїм минулим і майбутнім «я». Через десятиліття, навчившись грати на скрипці та переїхавши до Оклахома-Сіті, Алан Самі грає на терміналі дирижаблів у визначений день. Він стає свідком того, як реальність руйнується і відновлюється, коли перед ним з'являються Едвін Сент-Джон Сент-Ендрю, Вінсент Алкайтіс, Олівія Ллевелін та його попередні особи.

## Теми та впливи
Едвін Сент-Джон Сент-Ендрю, один із персонажів роману, заснований на одному з прадідів Емілі Сент-Джон Мандел.
Багато рецензентів (Рон Чарльз, Івон К. Ґаррет, Лерд Хант, Бетанн Патрік та Марсель Теру) відзначили подібність між Олівією Ллевелін та Емілі Сент-Джон Мандел. Подібно до роману Мандел «Станція Одинадцять», Олівія Ллевелін написала книгу про вигадану пандемію ще до початку справжньої пандемії. Лерд Хант називає Олівію Ллевелін «беззаперечною заступницею самої Мандел». У своїй рецензії на роман «Море спокою» рецензентка Гаррет підкреслила, що Емілі Сент-Джон Мандел, через героїню Олівію, детально передала свій особистий досвід пандемії COVID-19, яка припала на період створення роману.
Прикладом цього є речення, що детально описує людський досвід пандемії: «паніка, карантинні обмеження, невпинне виття сирен швидкої допомоги, технологічне перенасичення, переоцінка життєвих та професійних орієнтирів».

## Рецепція

### Відгуки
Згідно з агрегатором рецензій Book Marks, книга отримала консенсусний відгук «рейв», що базується на сорока одній рецензії, серед яких: двадцять вісім «рейв», дев'ять «позитивних», три «змішані» та одна «пан».
Івон К. Ґаррет в Brooklyn Rail назвала «Море спокою» «чудово написаним, однаково великим та інтимним, тихим і захопливим роздумом про людство, фізику, час і те, що означає бути живим». У Ґардіан Марсель Теру вважав твір «надзвичайно амбітним за масштабом, але водночас інтимним і написаним з витонченою та спокусливою плавністю». На його думку, лейтмотивом цієї книги було те, що чийсь світ завжди закінчується. Рон Чарльз у Вашингтон пост розглядає роман як наукову фантастику, яка здебільшого тримає свою науку в стані спокою, подібно до темної матерії для історії про самотність, горе та пошук мети.Лерд Хант стверджував у Нью-Йорк таймс, що «Море спокою» — це один із найкращих романів Мандель і «один із її найприємніших вилазок на арену спекулятивної фантастики. Бетанн Патрік назвала роман суцільним задоволенням для читання. У Лос-Анджелес Таймс вона стверджувала, що Мандел — чудовий стиліст: «Ви бачите пасма, а потім і чудові результати, але ваші очі просто не можуть стежити за тим, що відбувається між ними».
Констанс Грейді, пишучи для Vox, критичніше оцінила сюжет. Вона стверджує, що «привабливість речень Мандел різко контрастує з незграбністю її сюжету». На її думку, «різні розділи цього роману пов'язані таємницею подорожей у часі, і розв'язка таємниці настільки клішована та побита, що якби вона мала описати обстановку один би одразу зрозумів, як усе закінчиться». У Файненшл таймс Крістіан Лоренцен у своїй рецензії на роман висловив явно негативну думку. Він стверджував, що «Море спокою» — це книга, де кожен новий елемент віднімає від досвіду читача. Герої спрощені, діалоги плоскі, а описові уривки втілюються або в туманному благоговінні перед природою, або в похмурому відчаї щодо дегуманізованого техноландшафту. Книги, як «Море спокою», є ознакою вичерпаності жанру.
У Washington Independent Review of Books Андреа М. Паулі відзначила подібність роману до «В минулому році в Марієнбаді» — авангардного французького фільму 1961 року. Вона заявила, що «цей твір надихнув Сент-Джон Мандел на створення цього роману».

### Подяки
У 2022 році книга була включена до щорічного літнього списку для читання Барака Обами та була названа однією з його улюблених книг року. Роман увійшов до довгого списку медалі Ендрю Карнегі за досконалість у художній літературі 2023 року. Стівен Буш вибрав її як одну з найкращих книг 2022 року за версією Файненшл таймс. Крім того, він увійшов до 20 Amazon найкращих книг 2022 року.
Роман «Море спокою» отримав Goodreads Choice Awards у номінації «Найкраща наукова фантастика 2022 року».

## Адаптація
У квітні 2022 року стало відомо, що стрімінговий сервіс HBO Max планує екранізувати романи «Скляний готель» та «Море спокою» у форматі телевізійних міні-серіалів. Виробництвом обох проєктів займатиметься кіностудія Paramount Television Studios, а Емілі Сент-Джон Мандел та Патрік Сомервіль виступлять як співавтори сценарію.

## Також
- Список феміністичної літератури
- Емілі Сент-Джон Мандел